# Goatfell
Goatfell är ett berg i Storbritannien.   Det ligger i kommunen North Ayrshire och riksdelen Skottland, i den nordvästra delen av landet, 600 km nordväst om huvudstaden London. Toppen på Goatfell är 872 meter över havet. Goatfell ligger på ön Isle of Arran.
Terrängen runt Goatfell är kuperad. Havet är nära Goatfell österut. Goatfell är den högsta punkten i trakten. Runt Goatfell är det glesbefolkat, med 12 invånare per kvadratkilometer. I omgivningarna runt Goatfell växer i huvudsak blandskog.